# Donald Harper
Donald Harper (n. 4 iunie 1932, Redwood City, California, SUA – d. 30 noiembrie 2017, Upper Arlington⁠(d), Ohio, SUA) a fost un săritor în apă ce a reprezentat Statele Unite ale Americii, medaliat olimpic. A participat la o ediție a Jocurilor Olimpice (1956) în care a câștigat o medalie de argint.

## Participări
Lista de mai jos prezintă principalele competiții la care a participat Donald Harper de-a lungul carierei.
- diving at the 1956 Summer Olympics – men's 3 metre springboard[*]